# Elaphria rubrisecta
Elaphria rubrisecta là một loài bướm đêm trong họ Noctuidae.